# Robin Jarvis
Robin Jarvis (ur. 8 maja 1963 w Liverpoolu) – brytyjski pisarz, autor powieści fantasy, twórca literatury dziecięcej i młodzieżowej, ilustrator.
Ukończył studia na Newcastle Polytechnic. Za powieść The Whitby Witches  otrzymał nagrodę literacką Lancashire Libraries Award.
Mieszka w Londynie.

## Dzieła

### Powieści
Trylogia Deptford Mice
1. The Dark Portal (1989)
2. The Crystal Prison (1989)
3. The Final Reckoning (1990)

Trylogia Whitby
1. The Whitby Witches (1991)
2. A Warlock in Whitby (1992)
3. The Whitby Child (1994)

Trylogia Deptford Histories
1. The Alchymist's Cat (1991)
2. The Oaken Throne (1993)
3. Thomas (1995)

Trylogia Wyrd Museum
1. The Woven Path (1995)
2. The Raven's Knot (1996)
3. The Fatal Strand (1998)

Trylogia Hagwood
1. Thorn Ogres of Hagwood (1999; wyd.pol. 2004 Cierniowe ogry z Wiedźmolasu)
2. Dark Waters of Hagwood (2007)
3. War in Hagwood (2014)

Seria Intrigues of The Reflected Realm
1. Deathscent (2001)

Trylogia Mouselets of Deptford
1. Fleabee's Fortune (2004)
2. Whortle's Hope (2007)
3. Ogmund's Gift (2008)

Trylogia Dancing Jax
1. Dancing Jax (2011)
2. Freax and Rejex (2012)
3. Fighting Pax (2013)

### Antologia
- Haunted (2011, wraz z 11 innymi autorami)